# Hrádek (tvrz, Libomyšl)
Hrádek u Libomyšle je zaniklá tvrz ve Středočeském kraji v okrese Beroun. Nachází se na pahorku nad východním okrajem vesnice. Tvrz, která na pahorku stávala, sloužila od čtrnáctého do patnáctého až šestnáctého století jako panské sídlo majitelů Libomyšle. Její pozůstatky jsou chráněny jako kulturní památka. Na tvrzišti roste památný strom zvaný Lípa v Libomyšli. Je jím lípa malolistá vysoká dvanáct metrů a s obvodem kmene 310 centimetrů.

## Historie

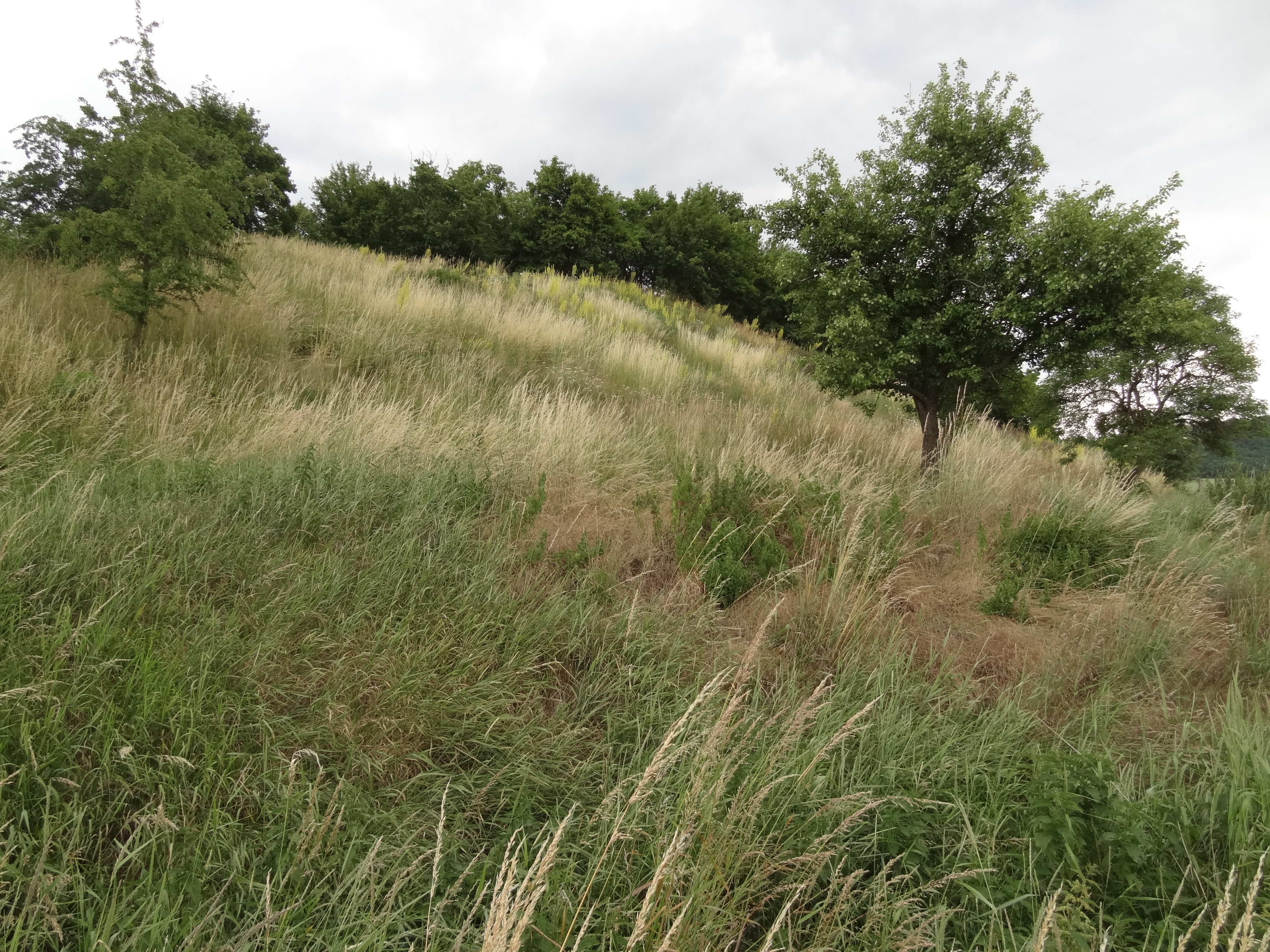
Tvrziště

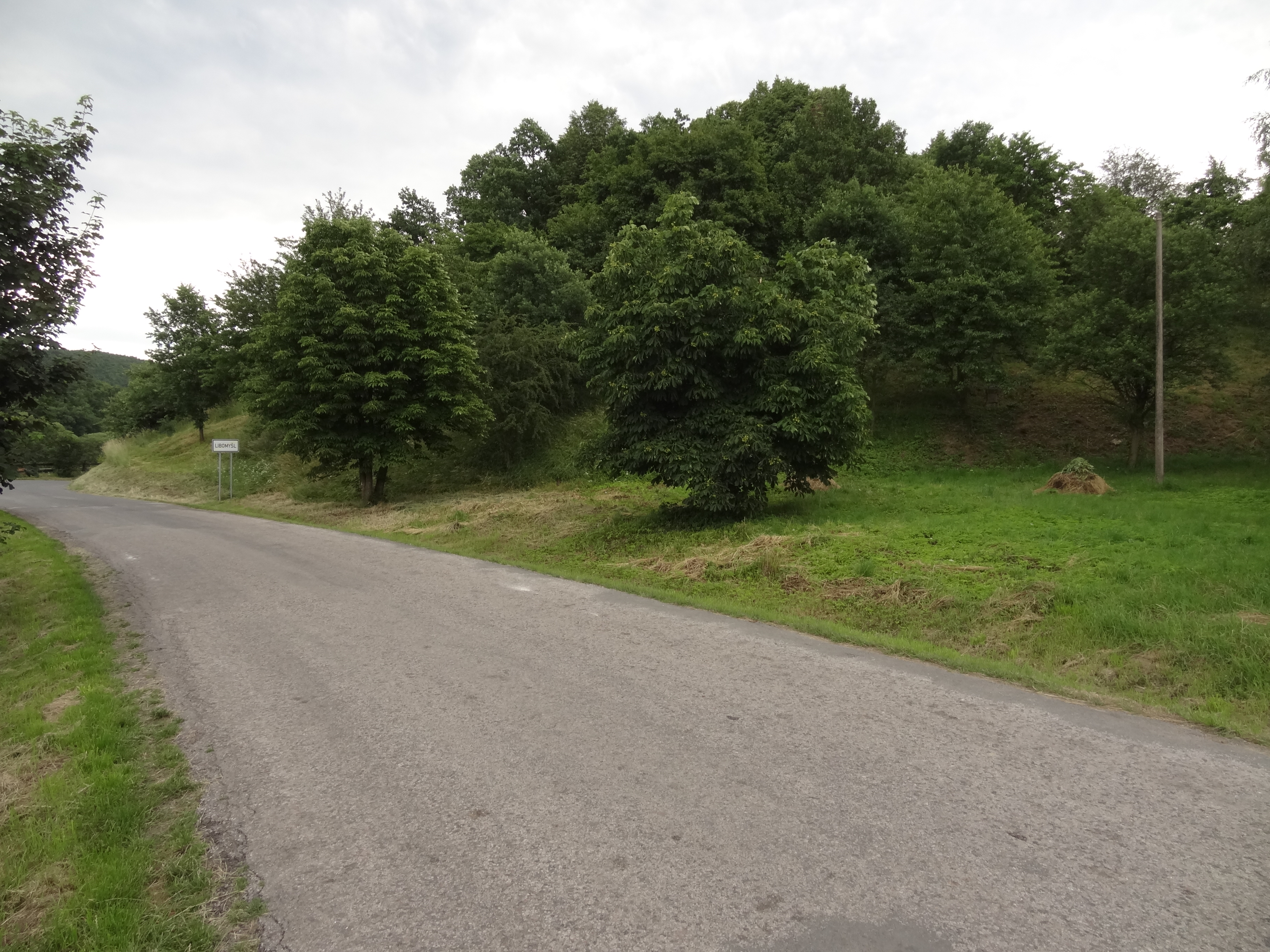
Návrší od východu

První písemná zmínka o Libomyšli z roku 1370 připomíná jejího majitele Oldřicha z Libomyšle, který už mohl na Hrádku sídlit. K Oldřichovu statku patřily také části Ohrazenic a Křesína. Po jeho smrti v době okolo roku 1404 majetek připadl Smilovi z Libomyšle uváděnému ještě v roce 1407. Jeho potomkem mohl být Jan z Libomyšle, který měl dvůr 
v Porostlém. Roku 1413 Libomyšl patřila Stachovi z Doubku, který tehdy prodal úroky z Libomyšle konventu svaté Máří a později působil jako dvorský sudí královských měst.
Libomyšl po Stachovi nejpozději roku 1427 z větší části zdědila jeho manželka Markéta, která zde měla zapsané věno ve výši 500 kop českých grošů. Vdova se znovu provdala za Habarta z Vraného. V roce 1437 byla prohlášena odúmrť po Stachovi z Doubku, ale vzhledem k velikosti Markétina věna případní zájemci o dědictví získali jen malou část hodnoty statku. Roku 1454 král Ladislav potvrdil vlastnictví Libomyšle se dvorem, tvrzí a mlýnem Habartovu synovi Vilémovi z Vraného. Listina obsahuje první zmínku o tvrzi. Vilém však brzy poté zemřel během některé z tehdejších válek, a statek si roku 1457 vyprosila jeho matka. Markéta, jako paní Libomyšle, žila ještě o dva roky později. Druhou Vilémovu ves Lážovice postoupila jeho příbuzným.
Z rodu původních vladyků z Libomyšle je znám ještě Jan Dobronka z Libomyšle (1456), který měl dvůr v Bavoryni. Samotnou Libomyšl ale roku 1482 vlastnil Štěpán Vamberský z Rohatec. Podle archeologických nálezů libomyšlská tvrz během patnáctého století zanikla a panské sídlo se přestěhovalo do poplužního dvora, který stával na severozápadním okraji vesnice. Je však možné, že její majitelé na ní sídlili ještě v šestnáctém století.
Tvrz, dvůr a část Libomyšle s pustými vesnicemi Vyšebohy a Stašov po Štěpánovi zdědil Oldřich Vamberský z Rohatec a před rokem 1528 stejný majetek prodal Vilémovi Podmokelskému z Prostiboře za 1 700 kop grošů. Druhá část Libomyšle patřila Petrovi Vamberskému a později se stala součástí Hořovického panství. Před rokem 1537 Libomyšl od Viléma Vamberského koupil Hynek Černín z Chudenic. Tvrz v té době přestala sloužit jako panské sídlo. Další zmínka o ní pochází z roku 1543. Tvrz je uvedena ještě v další listině z roku 1570, kdy ji do zástavy získal Mikuláš Měděnec z Ratibořic. V té době už část Libomyšli s tvrzí patřila k lochovickému panství a není jasné, zda se zpráva vztahuje k Hrádku nebo jiné tvrzi ve vsi.
V dalších letech tvrz zanikla a na návrší nechal hrabě Bernart Jiří Vratislav z Mitrovic postavit kapli svatého Jiří. vysvěcena byla roku 1698. Kaple nebyla udržována, postupně chátrala až byla nakonec v roce 1787 uzavřena. Dne 29. září téhož roku ji za dvacet zlatých koupili vesničané, kteří dřevěné části použili při stavbě školy.

## Stavební podoba
Archeolog Břetislav Jelínek v polovině devatenáctého století vyslovil domněnku, že návrší vysoké 22 metrů je ve skutečnosti rozměrná a uměle navršená pohřební mohyla. Podobně velké mohyly z doby halštatské existují v Německu nebo Rakousku. Geofyzikální měření však prokázala, že jádro vrchu je do výšky osmnáct metrů tvořeno břidličnatou skálou. Posledních pět metrů ale bylo navršeno uměle, takže existuje možnost, že případná mohyla vznikla dosypáním vrcholové části kopce. Pravděpodobnější možnost je, že k navršení materiálu došlo až ve středověku při zakládání tvrze, aby se zlepšila její obranyschopnost.
Celkové rozměry tvrziště jsou 35 × 22 metrů. Z opevnění tvrze se dochoval příkop, jehož šířka dosahuje až dvaceti metrů, a mohutný val široký v koruně jeden až tři metry. V přirozeně nejlépe chráněné severní části val přechází do plochého terénního stupně širokého až 4,5 metru. Stupeň je někdy považován za parkán. Těleso valu je tvořené hliněným násypem, který pokrývá kamenitá vrstva. Ta může být pozůstatkem hradby či zídky, jež na koruně valu původně stála.
Na centrální pahorek se vstupovalo nejspíše od severovýchodu, kde se nachází prohlubeň, která může být pozůstatkem obranné branské stavby. Další terénní nerovnosti se nachází na temeni vrchu, ale není jasné, které jsou pozůstatkem objektů tvrze a které vznikly v pozdějších dobách. Na jižním okraji tvrziště, ještě před valem, se nachází malý jámový lom neznámého stáří.

## Přístup
Tvrziště je volně přístupné, ale nevede k němu žádná turisticky značená trasa ani cyklotrasa.